# Zgornja Bela
Zgornja Bela – wieś w Słowenii, w gminie Preddvor. W 2018 roku liczyła 315 mieszkańców.